# Burkardroth
Burkardroth est une commune de Bavière (Allemagne), située dans l'arrondissement de Bad Kissingen, dans le district de Basse-Franconie.

## Géographie
Burkardroth se trouve à la limite sud de la réserve de biosphère Rhön, à environ 14 km au nord-ouest du chef-lieu du district de Bad Kissingen. Au nord, il est bordé par le district de Rhön-Grabfeld.

## Divisions de la municipalité
La commune compte 12 villes :
- Burkardroth
- Frauenroth
- Gefäll
- Katzenbach
- Lauter
- Oehrberg
- Premich
- Stangenroth
- Stralsbach
- Waldfenster
- Wollbach
- Zahlbach

## Visites guidées
Les monuments architecturaux les plus importants sont l'église Saint-Pierre, qui date du XVIIe siècle, et la chapelle de l'ancien monastère cistercien de Frauenroth.